# Arkadiusz Jaśkiewicz

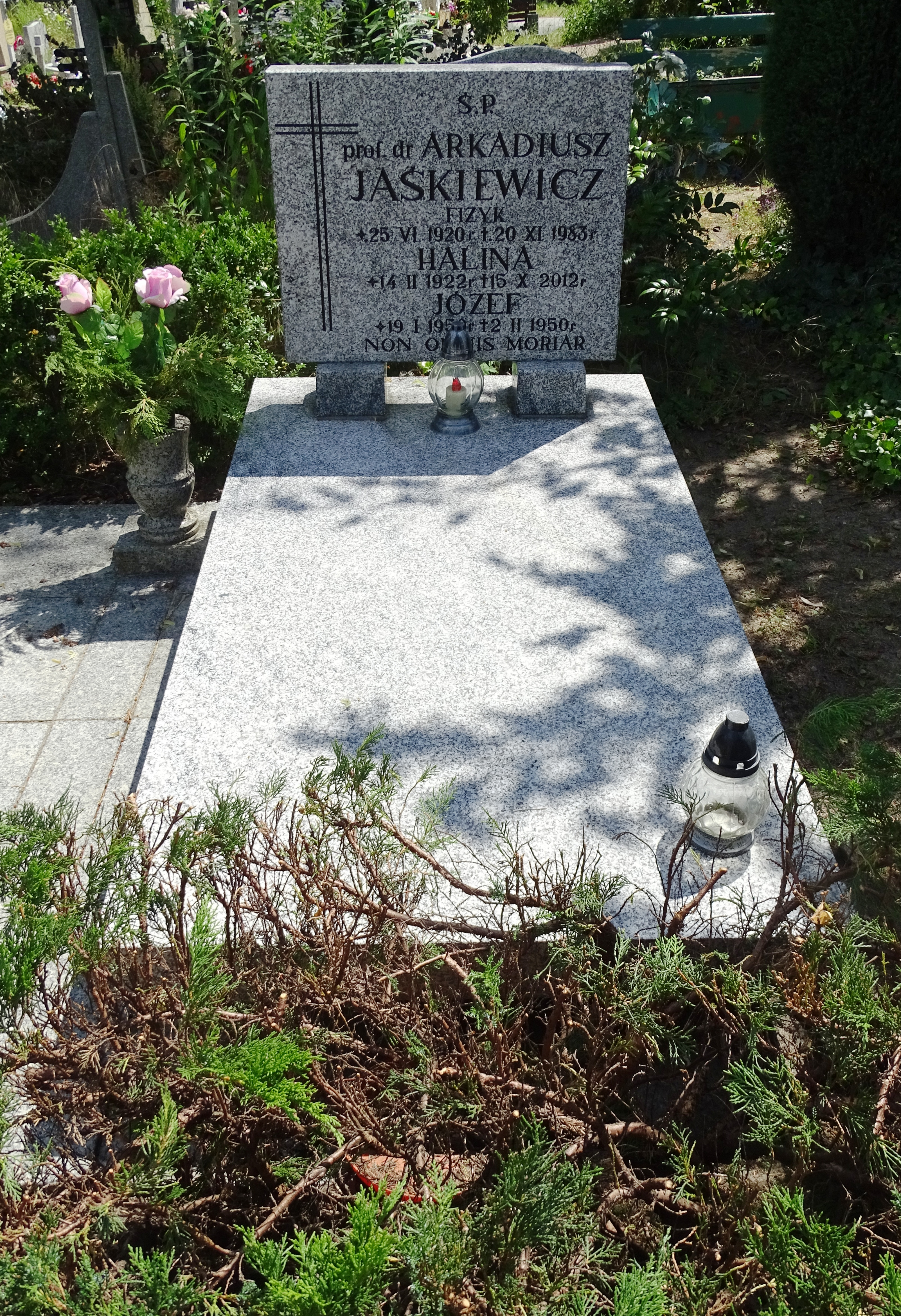
Grób prof. Jaśkiewicza na cmentarzu przy ul. Smętnej we Wrocławiu

Arkadiusz Jaśkiewicz (ur. 25 czerwca 1920 w Łodzi, zm. 20 listopada 1983 we Wrocławiu) – polski fizyk, wykładowca Uniwersytetu Wrocławskiego.

## Życiorys
Urodzony w 1920 r. w Łodzi. W 1951 r. ukończył studia, doktoryzował się 2 maja 1962 r. (temat: Mechanizm zarodkowy zmian polaryzacji elektrycznej tytanianu baru), pięć lat później (15 marca 1967 r.) uzyskał habilitację (temat: Asymetrie Hysteresis Loop of a Single-Domain Ferroelectric and Field Induced Nucleation at the Phase Transition in Barium Titanate), a po kolejnym roku otrzymał tytuł docenta. W 1975 r. został profesorem nadzwyczajnym, a w 1982 r. otrzymał tytuł profesora zwyczajnego.
Od 1948 r. był zastępcą asystenta, trzy lata później został asystentem, a w 1953 r. adiunktem w Katedrze Fizyki Doświadczalnej. Pełnił funkcję kierownika Zakładu Fizyki dla Przyrodników w Instytucie Fizyki Doświadczalnej Uniwersytetu Wrocławskiego od 1969 do 1975 r., następnie do 1983 r. kierownikiem Zakładu Fizyki Dielektryków. W latach 1973–1976 r. pracował w WSP w Opolu.
Inicjator badań struktury domenowej i jej wpływu na przemiany fazowe i procesy przepolaryzowania ferroelektryków. Wypromował 15 doktorów, w tym dwóch doktorów habilitowanych. Autor lub współautor 58 prac naukowych.
Zmarł w 1983 roku i został pochowany na cmentarzu św. Rodziny we Wrocławiu.

## Odznaczenia[1]
- Złoty Krzyż Zasługi
- Krzyż Kawalerski Orderu Odrodzenia Polski
- Nagroda Ministerstwa Nauki, Szkolnictwa Wyższego i Techniki